# 口袋證券
口袋證券股份有限公司，是台灣的一間證券公司，證券商代號6620，主要股東為全曜財經資訊股份有限公司（CMoney）。是台灣第一間沒有營業員的純網路券商。

## 簡介
前身為桃園地區型券商－－全泰證券股份有限公司，2021年口袋證券創辦人陶韻智和林聖哲在投資人李岳能的支持之下買下更名為口袋證券股份有限公司，並於2021年11月1日起於原址開始營業，目前屬於免設營業廳之網路券商。

## 外部連結
- 官方网站